# Parque temático animal

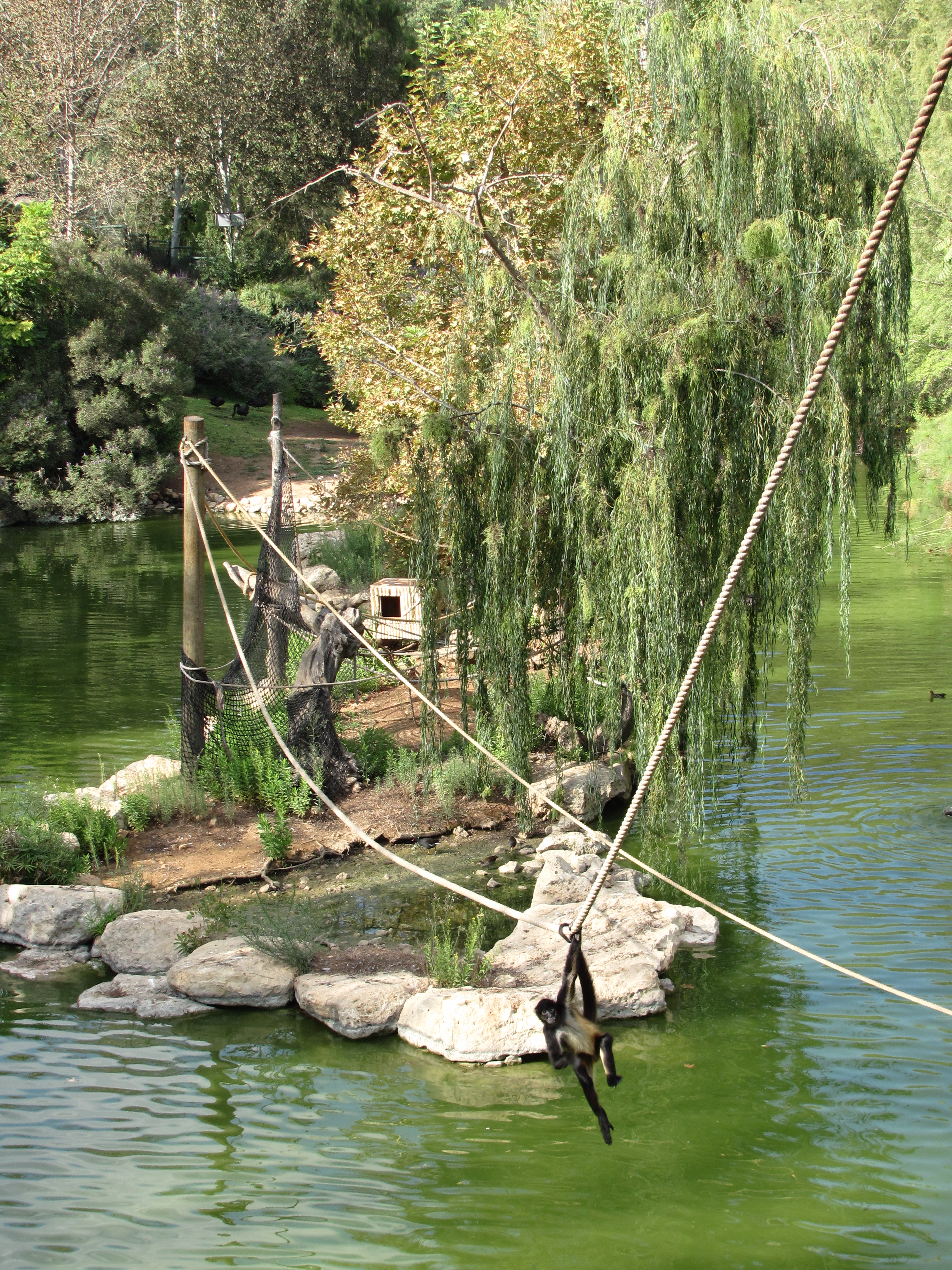
Um macaco-aranha no Zoológico Bíblico de Jerusalém, Jerusalém, Israel

Um parque temático animal, também conhecido como parque temático zoológico, é uma combinação de um parque temático e um parque zoológico, principalmente para fins de entretenimento, diversão e comerciais. Muitos parques temáticos de animais combinam elementos clássicos de parques temáticos, como entretenimento temático e passeios de diversão, com elementos clássicos do zoológico, como animais vivos confinados em recintos para exibição. Muitas vezes, animais vivos são utilizados e apresentados como parte de passeios e atrações divertidos encontrados em parques temáticos de animais.
Alguns exemplos de parques temáticos de animais são o Animália Park, em Cotia no estado de São Paulo, o Disney's Animal Kingdom em Orlando, Flórida e o Busch Gardens Tampa Bay em Tampa, Flórida. Esses parques comerciais são semelhantes aos de zoológicos a céu aberto e parques de safári de acordo com o tamanho, mas diferentes em intenção e aparência, contendo mais elementos de entretenimento e diversão (shows de palco, passeios de diversão etc.).
O termo "parque temático de animais" também pode ser usado para descrever certos parques de mamíferos marinhos, oceanários e de golfinhos mais elaborados, como o SeaWorld, que oferece passeios de diversão e atrações de entretenimento adicionais, e também é onde animais marinhos, como baleias, são mantidos, contidos, exibidos e, às vezes, são treinados para atuar em shows.
Em 2010, a prática de manter os animais como artistas treinados em parques temáticos foi fortemente criticada quando um treinador foi morto por uma baleia orca no SeaWorld Orlando, na Flórida.